# Armeeblatt
Das Armeeblatt war eine österreichische Wochenzeitung, die erstmals 1882 und das letzte Mal 1919 in Wien erschienen ist. Sie trug bis 1892 den Nebentitel Officielles Organ des Comités zur Errichtung eines Radetzky-Denkmales in Wien, danach war der Titelzusatz Militär-wissenschaftliche Wochenschrift für die Interessen unserer Land- und Seemacht.